# 日軍埋藏金
日軍埋藏金，或稱日軍黃金寶藏、日軍寶藏，是台灣各地流傳的戰後在台灣的日軍撤退時留下的大批黃金，曾有人嘗試挖掘，但至今尚未發現。

## 傳說
大約從日治時代末期開始流傳至今，台北市博愛特區、台北市南昌路的「陸軍聯誼廳」、高雄壽山、屏東縣崁頂鄉台糖後壁厝農場、宜蘭員山、台南的秋茂園、南投縣能高山區、桃園縣龍潭鄉與新竹縣交界處的山區、基隆大武崙砲台等地皆有類似的埋藏金傳說，但是大多已證明僅止於都市傳說。

## 關連項目
- 山下財寶
- M資金
- 德川埋藏金

## 脚注
1. ↑  . 自由時報. 2009-03-30. （原始内容存档于2011-05-08）.
2. ↑  . 聯合報/B4版. : 2004–7–2.[永久]
3. ↑  . ETtoday. 2012-11-25. （原始内容存档于2015-07-23）.